# HMS Regulus (1943)
HMS Regulus (J327) — британский тральщик типа «Алджерин» периода Второй мировой войны. Один из шести тральщиков этого типа, погибших в годы войны.

## Постройка
Тральщики типа Algerine строились в больших количествах для британского и канадского флотов. В общей сложности, за годы войны было построено 60 кораблей этого типа на верфях Канады и 50 на верфях в Белфасте и на Клайде. Основным назначением их была борьба с минами, второстепенным — противолодочная оборона. 12 кораблей, оставшихся в канадском флоте использовались в этой последней роли.
Заказан в июле 1942 как HMCS Longbranch. Строился на верфи Toronto Shipbuilding Ltd., Канада. До спуска на воду передан Королевскому флоту, присвоено название HMS Regulus (J327). Унаследовал название от подводной лодки HMS Regulus (N88), потерянной в 1940 году. Спущен на воду 18 сентября 1943 года.

## Служба
Официально вступил в строй 20 мая 1944 года, командир — лейтенант-коммандер резерва Тревор Уильямс (англ. Trevor Montagu Williams). Зачислен в 8-ю минно-тральную флотилию. По окончании постройки 30 мая начал приёмо-сдаточные испытания; по их завершении в июне принял запасы для атлантического перехода. В июле завершил переход и начал боевую подготовку в районе зал. Ферт-оф-Форт, с базированием на Порт-Эдгар. В августе, после учебных тралений, подготовлен для заморской службы.
Сентябрь, лейтенант-коммандер Уильямс сдал командование. Совместно с однотипным HMS Providence Regulus перешел в Гибралтар. Кратковременно действовал там в составе 5-й минно-тральной флотилии. В октябре присоединились HMS Coquette and HMS Rowena, назначенные в 8-ю флотилию.
Ноябрь, все 4 тральщика (включая Providence) сделали переход на Мальту. Там же к ним присоединились HMS Mary Rose и HMS Moon, пришедшие из Великобритании. HMS Seabear задержался из-за ремонта. Флотилия начала борьбу с минами всем соединением.
В декабре Regulus, в числе других кораблей флотилии, был назначен для противоминных операций в районе Таранто, сделал переход в Адриатику и начал траление. В первый день было обезврежено 36 мин.

## Гибель
4 января 1945 года 8-я флотилия, в составе: Regulus (флагман, коммандер Роджер Томсон), Coquette, Thisbe, Mary Rose, Moon, Providence, и Seabear, получила приказ приступить к тралению минных полей вокруг греческого острова Керкира. Требовалось открыть путь подвоза продовольствия, практически блокированный из-за мин.
Из общего числа кораблей флотилии в операции приняли участие Regulus, Thisbe, Rowena, Mary Rose, сопровождаемые катерными тральщиками (BYMS. 2009, BYMS. 2024, BYMS. 2026, малыми охотниками ML.451, ML.561, а также вооруженные траулеры Fluellen и Sarka). Остальные корабли направились на Мальту, на ремонт.
5 января флотилия приступила к тралению. Работа была успешной. Вытралив 30 мин, флотилия смогла пройти в порт Керкиры, где и стояла до 7 января. 8 января флотилия вышла в море, но 10-го вернулась в порт из-за непогоды. 12 января флотилия вновь вышла в море. До полудня была обезврежена 21 мина и обозначен протраленный район. Шедший в голове колонны Regulus, считая себя на чистой воде, задел мину винтом. Взрыв произошел в районе кормы. Были повреждены винт и гребной вал. Корабль потерял ход, в машинное отделение стала поступать вода. Погиб один человек, находившийся в румпельном отделении; несколько моряков были ранены.
BYMS 2026 взял Regulus на буксир, и дал ход 3 узла. Погружающаийся кормой Regulus стал крениться на правый борт. Крен увеличивался. Экипаж спустил шлюпки и покинул корабль. Уцелевшие были подобраны катерными тральщиками и охотниками. Когда крен достиг 70 градусов, тральщик ушёл под воду кормой и затонул через 46 минут после подрыва, в точке 39°24′ с. ш. 20°10′ в. д. на глубине 64 метров. Траление было временно приостановлено. Флагманом флотилии стал подошедший Coquette. Работа флотилии была завершена 2 февраля.

## Память
Останки корабля обнаружены и засняты в 2005 году греческими дайверами